# Necturus alabamensis
Necturus alabamensis — вид хвостатих земноводних родини протеєвих (Proteidae).

## Поширення
Ендемік США. Поширений у басейні річки Чорний Воїн (англ. Black Warrior) у штаті Алабама. Мешкає у дрібних та середніх потоках.

## Опис
Тіло завдовжки 15–22 см. На ногах чотири пальці. Ноги з чотирма пальцями ніг. Хвіст стиснутий з боків. Зовнішні зябра залишаються у дорослому віці. Вони досить рясні, червоного кольору. Тіло коричневого або чорного забарвлення. Черево світле.

## Спосіб життя
Мешкає у струмках зі спокійними заплавами. Живиться дрібними ракоподібними, личинками комах, мальками риб. Влітку малоактивні, сонні. Сезон розмноження — грудень-лютий.